# پشمین‌پایان
پشمین‌پایان (به لاتین: Dasypodidae)، خانواده‌ای از سرده‌های عمدتاً منقرض‌شده از آرمادیلوها است. یک سرده، پشمین‌پاها، با حداقل هفت گونه زنده موجود است.

## طبقه‌بندی
در زیر طبقه‌بندی آرمادیلوها در این خانواده آورده شده‌است.
خانوادهٔ پشمین‌پایان
- † سردهٔ Acantharodeia
- † سردهٔ Amblytatus
- † سردهٔ Archaeutatus
- † سردهٔ Astegotherium
- † سردهٔ Barrancatatus
- † سردهٔ Chasicotatus
- † سردهٔ Chorobates
- † سردهٔ Coelutaetus
- † سردهٔ Eocoleophorus
- † سردهٔ Epipeltecoelus
- † سردهٔ Eutatus
- † سردهٔ Hemiutaetus
- † سردهٔ Isutaetus
- † سردهٔ Lumbreratherium
- † سردهٔ Macrochorobates
- † سردهٔ Mazzoniphractus
- † سردهٔ Meteutatus
- † سردهٔ Pedrolypeutes
- † سردهٔ Prodasypus
- † سردهٔ Proeutatus
- † سردهٔ Prostegotherium
- † سردهٔ Pucatherium
- † سردهٔ Punatherium
- † سردهٔ Stegotherium
- † سردهٔ Stenotatus
- † سردهٔ Utaetus
- زیرخانوادهٔ پشمین‌پاییان (Dasypodinae)
  - † تبار Astegotheriini
    - † سردهٔ Nanoastegotherium
    - † سردهٔ Parastegosimpsonia
    - † سردهٔ Riostegotherium
    - † سردهٔ Astegotherium
    - † سردهٔ Stegosimpsonia

  - تبار Dasypodini
    - † سردهٔ Anadasypus
    - سردهٔ پشمین‌پاها
    - † سردهٔ Pliodasypus
    - † سردهٔ Propraopus